# Hostmask
Eine Hostmask wird in IRC-Netzwerken verwendet, um Endpunkte wie Benutzer oder Services eindeutig zu identifizieren, oder um mittels Wildcards eine Vielzahl von Hostnamen logisch zusammenzufassen. Sie setzt sich aus den drei Komponenten Nickname, Ident und Host zusammen (nach dem Schema Nickname!Ident@Host).
Hostmasken spielen in der Server-zu-Server- und Server-zu-Benutzer-Kommunikation eine entscheidende Rolle, da Empfänger und Sender nicht anhand des Nicknames, sondern der Hostmaske identifiziert werden.
Viele Netze verbergen den Host teilweise, um die IP-Adressen der jeweiligen Nutzer unzugänglich zu machen, die sonst einfach per DNS-Lookup herausgefunden werden könnten.
Beispiele für identifizierende Hostmasken:
- Erik!erik@pD9049B86.dip.t-dialin.net
- Susi!sissi@12345-aol.com
- Peter!test@XXXXX.t-dialin.net (verschleiert vom Server)

Beispiele für Hostmasken mit Wildcards:
- erik!*@* (passt auf alle Endpunkte, die erik als Nickname haben)
- *!*@*.t-dialin.net (passt auf alle Endpunkte, deren Host auf .t-dialin.net endet)

Hostnamen mit Wildcards werden vor allem verwendet, um bestimmte Benutzergruppen aus Chaträumen herauszuhalten. Zum Beispiel würde die Hostmaske *!*@*.de, sofern sie in der Ban-Liste aufgenommen ist, den meisten deutschen Benutzern den Zutritt verweigern.